# 关公须
关公须（学名：Salvia kiangsiensis）是唇形科鼠尾草属的植物，是中国的特有植物。分布于中国大陆的江西、福建、湖南等地，多生于山谷、林下以及路旁，目前已由人工引种栽培。

## 别名
关羽须、关爷须（江西奉新）、叶下红（江西建昌、图考）、根下红（江西德兴、福建）、落地红（江西吉水、景德镇）、土活血（江西吉安）、小活血（江西、福建）、扑地消、落地红、扑地红（江西）